# Eupithecia endotherma
Eupithecia endotherma är en fjärilsart som beskrevs av Dyar 1920. Eupithecia endotherma ingår i släktet Eupithecia och familjen mätare. Inga underarter finns listade i Catalogue of Life.